# 桶屋町 (名古屋市)
桶屋町（おけやちょう）は、愛知県名古屋市中区の地名。

## 歴史

### 町名の由来
町内に桶師孫左衛門なる人物が居住していたことに由来するという。

### 沿革
- 江戸時代 - 清洲越しにより、名古屋城下町の桶屋町として成立[1]。
- 1871年（明治4年）9月29日 - 西鍛冶町を編入[1]。
- 1878年（明治11年）12月20日 - 名古屋区成立に伴い、同区桶屋町となる[4]。
- 1889年（明治22年）10月1日 - 名古屋市成立に伴い、同市桶屋町となる[4]。
- 1908年（明治41年）4月1日 - 西区成立に伴い、同区桶屋町となる[1]。
- 1936年（昭和11年）1月1日 - 一部が広小路通に編入される[1]。
- 1944年（昭和19年）2月11日 - 栄区成立に伴い、同区桶屋町となる[1]。
- 1945年（昭和20年）11月3日 - 栄区廃止に伴い、中区桶屋町となる[1]。
- 1966年（昭和41年）3月30日 - 住居表示実施に伴い、錦二丁目に編入され消滅[1]。